# Sphodromerus occidentalis
Sphodromerus occidentalis är en insektsart som beskrevs av Chapman, K.H. 1937. Sphodromerus occidentalis ingår i släktet Sphodromerus och familjen gräshoppor. Inga underarter finns listade i Catalogue of Life.